# Courcelles-au-Bois
 Courcelles-au-Bois  (en picardo Courchelle-au-Bos) es una población y comuna francesa, en la región de Picardía, departamento de Somme, en el distrito de Amiens y cantón de Acheux-en-Amiénois.

## Demografía
| 83 | 79 | 72 | 60 | 52 | 74 | 71 |
| Para los censos de 1962 a 1999 la población legal corresponde a la población sin duplicidades (Fuente: INSEE [Consultar]) |    |    |    |    |    |    |